# فسفوگلیسرات موتاز
فسفوگلیسرات موتاز (انگلیسی: Phosphoglycerate mutase) آنزیم‌هایی هستند که مرحلهٔ هشتم از چرخهٔ گلیکولیز را کاتالیز می‌کنند. این آنزیم‌ها یک عامل فسفات را از کربن ۳ به کربن ۲ منتقل می‌کنند و بدین ترتیب، ۳-فسفوگلیسریک اسید به ۲-فسفوگلیسریک اسید مبدل می‌شود.
این آنزیم‌ها به دو گروه اصلی تقسیم می‌شوند:
- وابسته به کوفاکتور (dPGM)؛ موجود در همهٔ مهره‌داران، برخی بی‌مهرگان، قارچ‌ها و باکتری‌ها
- غیروابسته به کوفاکتور (iPGM)؛ موجود در گیاهان، جلبک‌ها، برخی بی‌مهرگان، قارچ‌ها و باکتری‌های گرم مثبت[۲]

گروه غیروابسته به کوفاکتور، متعلق به همان ابرخانوادهٔ آنزیمی هستند که آلکالین فسفاتاز هم زیرگروهی از آنان است.